# Pierre Schlosser
Pour les articles homonymes, voir Schlosser.
Pierre Schlosser est un homme politique français né le 27 juin 1808 à Blienschwiller (Bas-Rhin) et mort le 21 novembre 1857 à Dambach (Bas-Rhin).

## Biographie
Notaire à Dambach, il est maire de la commune et devient sous commissaire du gouvernement en février 1848. Il est député du Bas-Rhin de 1848 à 1849, siégeant au centre gauche.